# Силла, Секу
Секу Умар Силла (англ. Sekou Oumar Sylla; род. 9 января 1999, Схидам, Южная Голландия) — гвинейский футболист, защитник нидерландского клуба АДО Ден Хааг и сборной Гвинеи.

## Клубная карьера
Силла — воспитанник клуба «Эксельсиор» (Масслёйс). В 2018 году он дебютировал за основной состав во Втором дивизионе Нидерландов. Летом 2021 года Силла перешёл в ТОП Осс. 30 октября в матче против НАК Бреда он дебютировал в Эрстедивизи. В начале 2022 года Силла перешёл в «Камбюр». 22 января в матче против АЗ он дебютировал в Эредивизи. 11 мая в поединке против «Виллем II» Секу забил свой первый гол за «Камбюр». В 2023 году клуб вылетел из элиты, но игрок остался в команде.
8 августа 2024 года перешёл в АДО Ден Хааг, подписав контракт на один сезон.

## Международная карьера
25 марта 2022 года в товарищеском матче против сборной ЮАР Силла дебютировал за сборную Гвинеи.